# جيران السعد (فلم)
جيران السعد هو فيلم كوميدي مصري من إنتاج عام 2014، من إخراج تامر بسيوني وإنتاج أحمد السبكي، وقام بأدوار البطولة كل من سامح حسين ،ميرنا المهندس ومنة عرفة والعديد من الممثلين.

## قصة الفيلم
تدور أحداث الفيلم في إطار كوميدي حول (سعد السعد) الشاب الذي يرغب في الهناء والهدوء في عمله وحياته، إلا أنه يصادف جيرانه الأطفال المشاكسين، حيث يصادفون حفنة كبيرة من المشاكل ليجدوا أنفسهم في دوامة من المواقف الطريفة والتي تدور في إيطار كوميدي، ويكتشفوا في النهاية أن عليهم التعاون مع بعضهم البعض من أجل تجاوز تلك المشاكل.

## بطولة
- سامح حسين
- ميرنا المهندس
- ويزو
- سليمان عيد
- بدرية طلبة
- سعد الصغير
- ياسر الطوبجي
- منة عرفة
- أحمد عنان

## وصلات خارجية
- مقالات تستعمل روابط فنية بلا صلة مع ويكي بيانات
- صفحة الفيلم في قاعدة بيانات الأفلام العربية